# HD 118261
HD 118261，又名CP-61 3841，SAO 252387、HR 5113，是一颗恒星，视星等为5.63，位于銀經308.33，銀緯0.7，其B1900.0坐标为赤經13h 30m 25.2s，赤緯-61° 0.7′ 40″。